# Royal Trux
Royal Trux és una banda de rock alternatiu estatunidenc de 1987 a 2001 i a partir de 2015, fundada per Neil Hagerty (veus, guitarra) i Jennifer Herrema (veus).

## Discografia
- (1988) Royal Trux
- (1990) Twin Infinitives
- (1992) Untitled
- (1993) Cats and Dogs
- (1995) Thank You
- (1997) Sweet Sixteen
- (1997) Singles, Live, Unreleased
- (1998) 3-Song EP
- (1998) Accelerator
- (1999) Veterans of Disorder
- (2000) Radio Video
- (2000) Pound for Pound
- (2002) Hand of Glory
- (2017) Platinum Tips + Ice Cream
- (2019) White Stuff
- (2019) Pink Stuff
- (2020) Quantum Entanglement